# Karpokratovci
Karpokratovci byli gnostickou skupinou působící převážně v první polovině 2. století v Malé Asii. Za jejich zakladatele je považován Karpokratés. Mnohé myšlenky obsažené v jejich učení jsou však přičítány Karpokratovu synovi Epifanovi, který je uvedl v díle O spravedlnosti, jehož autorství je mu připisováno.

## Prameny ke studiu karpokratovců
O této skupině se dozvídáme především z díla Eirénaia z Lyonu Adversus haereses (Proti herezím) a ze spisu Klémenta Alexandrijského Stromata (Pestré koberce). Je však nutné vzít v úvahu, že oba tito autoři se snaží karpokratovce ukázat především jako heretiky. Epifanovo dílo O spravedlnosti, které nauku mělo shrnovat, se nám v úplnosti nedochovalo. O tomto spisu se dozvídáme od Klémenta, o existenci karpokratovských textů pak podává informaci i Eirénaios.

## Učení

### Obecně
Karpokratovská škola vykládá křesťanskou nauku jako filosofii. Někteří badatelé v ní vidí libertinistické tendence či kombinaci učení Pýthagory a indické nauky o karmě a převtělování. Klémens pak tvrdí, že se tato škola vyvinula z monadické gnóze založené Epifanem, ve které lze najít i prvky platonismu. Následovníci Karpokrata mají být označeni znamením vypáleným na zadní straně pravého ušního lalůčku.

### Duše a stvoření
Podle Eirénaia považovali karpokratovci svět za stvořený nikoliv Bohem, ale bytostmi nižšími, které označuje jako anděly. Tito také měli uvěznit lidské duše ve fyzických tělech, ze kterých se mohou osvobodit jen tak, že zkusí vše, co je na světě. K dosažení tohoto cíle přitom mohou projít několika životy v různých tělech, nakonec pak musí pohrdnout vládci a tvůrci světa tak, jako to údajně udělal Ježíš. Jeho duše měla sice být čistá a silná, a proto mohl vystoupit zpět k Bohu, ale stejně tak toho může dosáhnout každá jiná duše a dokonce tu Ježíšovu i překonat.

### Nauka a rituální praxe
Karpokratovci údajně tvrdili, že rozlišení mezi dobrem a zlem záleží jen na lidském úsudku, neexistuje tedy nic zakázaného. Kléméns ve svých Stromatech odsuzuje karpokratovce především za pořádání nemravných shromáždění plných obžerství a sexuálních výstředností. Zejména pak odsuzuje vzájemné sdílení žen v karpokratovské skupině. Zde se Kléméns odvolává na údajný Epifanův spis O spravedlnosti, konkrétně pak na autorovu kritiku osobního vlastnictví. Autor spisu pojímá boží spravedlnost jako určitý druh společenství založeného na rovnosti a tuto svoji myšlenku opírá o řadu příkladů. Tvrdí, že rozdělení (otrok x pán, moje x tvoje, bohatství x chudoba) přišlo a svět spolu se zákony a napadá tak i Desatero. Říká, že není možné respektovat přikázání („Nepožádáš statku bližního svého“ a „Nepožádáš manželky bližního svého“), protože tato přikázání nutí sama k vlastnictví něčeho, co má být všem společné.
Dalším důležitým rituálem měly být bujaré slavnosti za novoluní na v Kefalénii, které oslavovaly Epifanovo zbožštění jako jeho narozeniny. Byl mu vystavěn chrám, oltáře, posvěceny háje a na jeho počest konali obyvatelé ostrova úlitby a hostiny za zpěvu hymnů.
Eirénaios pak uvádí, že karpokratovci používají kouzla, zaříkadla a omamné látky. Dále odsuzuje jejich uctívání obrazů, založené na tvrzení, že Pilát nechal zhotovit obraz Ježíše v době, kdy pobýval mezi lidmi. Tyto obrazy (malované, či jinak vyhotovené) pak mají věnčit květinami, umisťovat je na oltáře vedle světských myslitelů (konkrétně Pythagora a dalších antických filosofů) a po vzoru pohanů se jim klanět.

## Pokračovatelé – marcellinisté
Marcellinisté byla gnostická skupina, která podle Eirénaia navazovala na karpokratovce. V jejím čele stála Karpokratova žačka Marcellina, která kolem roku 130 n. l. začala rozšiřovat nauku zejména v Římě. Nauka zpracovává starší gnostickou tradici a rozvádí jí až do důsledného libertinismu.